# Agathosma marlothii
Agathosma marlothii är en vinruteväxtart som beskrevs av Dümmer. Agathosma marlothii ingår i släktet Agathosma och familjen vinruteväxter. Inga underarter finns listade i Catalogue of Life.